# باينفينايدا
بلدية باينفينايدا (بالإسبانية: Bienvenida)‏، هي إحدى بلديات مقاطعة بطليوس، التي تقع في منطقة إكستريمادورا، والتي تقع في غرب إسبانيا.
يبلغ عدد سكانها 2.350 نسمة وفقاً لإحصائية سنة (2002).